# Ignác Rendek
Ignác Rendek (11. ledna 1920 – 30. května 2003) byl slovenský a československý politik Komunistické strany Slovenska, poúnorový poslanec Slovenské národní rady a Národního shromáždění ČSR a ministr vlád Československa.

## Biografie
V letech 1946–1969 se uvádí jako člen Ústředního výboru Komunistické strany Slovenska.
Ve volbách roku 1948 byl zvolen do Slovenské národní rady. K roku 1954 se profesně uvádí jako vedoucí tajemník Krajského výboru KSS v Prešově. Ve volbách roku 1954 byl zvolen za KSS do Národního shromáždění ve volebním obvodu Vranov nad Topľou-Humenné. V parlamentu setrval až do konce funkčního období, tedy do voleb roku 1960.
V roce 1956 se zapojil do debat okolo změn ústavy Československa, které mírně posilovaly pravomoce slovenských orgánů. Byl zpravodajem návrhu ústavních změn v Národním shromáždění. Ve svém projevu kritizoval nedávno předtím odsouzenou skupinu takzvaných buržoazních nacionalistů v rámci procesu s buržoazními nacionalisty. Argumentoval zároveň tím, že nyní, když byli buržoazní nacionalisté eliminováni, je možné přistoupit k jisté decentralizaci.
Zastával i vládní posty. Ve třetí vládě Oldřicha Černíka byl v letech 1969–1970 ministrem – předsedou Výboru pro ceny a předsedou Federálního cenového úřadu. Obě portfolia si udržel i v následující první vládě Lubomíra Štrougala v letech 1970–1971.